# Histoire numérique

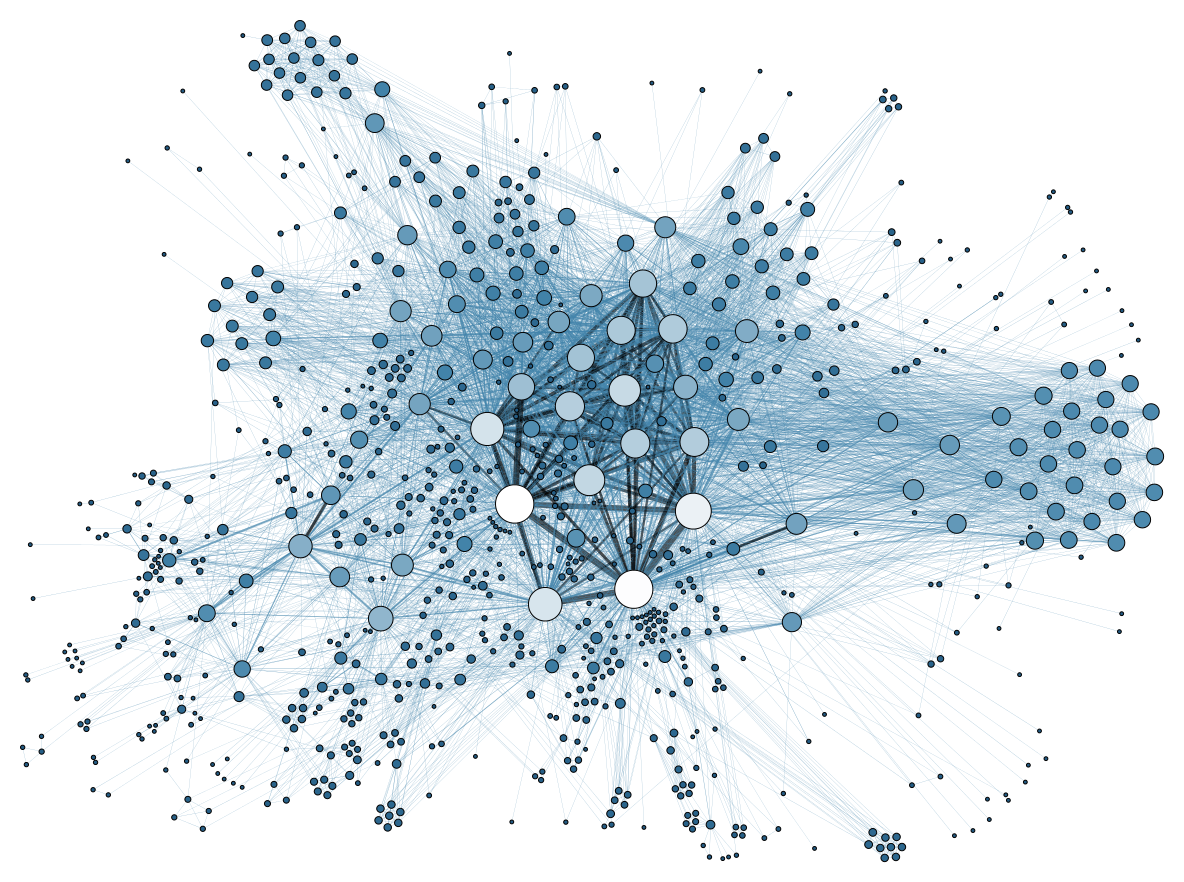
Répertoire d'un fonds d'archives visualisé sous la forme d'un réseau.

L'histoire numérique consiste en l'utilisation des outils numériques et de l'analyse computationnelle au profit des sciences historiques, tant dans leur dimension de recherche que dans leur vulgarisation. Elle est une branche des humanités numériques et est un produit croisé de l'histoire quantitative, de la cliométrie et de l'histoire de l'informatique. Les travaux d'histoire numérique se répartissent généralement entre deux pôles principaux : d'un côté, l'histoire publique, qui s'interroge sur l'engagement du grand public vis-à-vis de contenus historiques au moyen de médias numériques, et, de l'autre, les méthodes numériques elles-mêmes qui consistent à développer des outils et des procédures qui améliorent la recherche académique. 

## Histoire
Bien que la plupart des historiens aient utilisé l'informatique dans leurs recherches dès 1950, ce n'est qu'à partir des années 1980, à la suite de l'invention et de la diffusion du PC, que la discipline historique connaît une véritable révolution numérique. Au début, l'histoire numérique consistait surtout en un développement des méthodes quantitatives, en particulier en tirant profit de données démographiques, recensements, résultats de scrutins, etc. Les premiers ordinateurs ont donc rapidement été utilisés pour procéder à des analyses statistiques, l'établissement de concordances ou la recherche de tendances. Ces recherches en démographie historique sont une conséquence de la montée de l'intérêt à cette époque pour l'histoire sociale. Déjà en 1967 Emmanuel Le Roy Ladurie affirmait que « L'historien de demain sera programmeur ou ne sera plus »,. À la fin des années 1970, la nouvelle génération de chercheurs s'est tournée vers une nouvelle histoire plus culturelle sans pour autant que cela tarisse les études quantitatives et de la cliométrie (New Economic History) qui sont alors reprises plus particulièrement par les économistes et les politologues. À la fin des années 1980, les quantitativistes fondent l'Association pour l'Histoire Computationnelle, un mouvement qui a permis un regain d'intérêt pour l'histoire numérique dans les années 1990.
À la fin des années 1980, la multiplication progressive des outils technologiques a conduit à un véritable changement historiographique. Plus que dans les réseaux en ligne, c'est dans le domaine des logiciels qu'on trouve les racines plus récentes de l'histoire numérique. En 1982, la Bibliothèque du Congrès entame en effet son Optical Disk Pilot Project, qui vise à placer sur disques lasers et CD-ROM les textes et les images de sa collection. En 1992, la Bibliothèque lance sa première exposition en ligne: Selected Civil War Photographs. Et en 1993, Roy Rosenzweig, Steve Brier et Josh Brown produisent leur célèbre CD-ROM Who Built America? From the Centennial Celebration of 1876 to the Great War of 1914, conçu pour Apple et intégrant des images, du texte, des films et des clips audios dans une interface visuelle soutenant la narration.
Parmi les premiers projets d'histoire numérique en ligne, on trouve le Heritage Project de l'Université du Kansas ainsi que le World History Index and History Central Catalogue du médiéviste Lynn Nelson. Sans oublier The Valley of the Shadow, lancé en 1991 par Edward L. Ayers à l'Université de Virginie. Ce projet fut en effet adopté par l'Institute for Advanced Technology in the Humanities (IATH) qui s'associa à IBM (International Business Machines Corporation) pour collecter et transcrire les sources historiques sous forme numérique, amassant ainsi des données relatives aux comtés d'Augusta (Virginie) et de Franklin (Pennsylvanie) pendant la guerre de Sécession. En 1996, William G. Thomas rejoignit Ayers sur le Valley Project pour produire ensemble un article, The Differences Slavery Made: A Close Analysis of Two American Communities, accompagné d'un CD-ROM publié par WW Norton and Company en 2000.
En 1994 est fondé le Center for History and New Media (CHNM) à l'Université George Mason par Roy Rosenzweig. Aujourd'hui, le centre met à disposition des chercheurs et un certain nombre d'outils numériques, tels que Zotero et Omeka. En 1997, Ayers et Thomas font pour la première fois usage du terme digital history dans le titre d'une institution, le Virginia Center for Digital History.
Depuis le début des années 2000, de nouvelles mutations apparaissent pour l'historien avec ce que l'on appelle communément le « Web 2.0 ». La mise en ligne d'information sur le Web devient alors accessible au grand public, ce qui facilite le partage des savoirs et, surtout, l'interaction qui peut amener à une confusion volontaire entre le lecteur et l'auteur.
Sous cette ère du Web 2.0, une institution culturelle, une firme commerciale ou une administration, avec le soutien du public connecté, peuvent se mobiliser dans la création de nouveaux projets numériques, citons par exemple le projet A New and Authoritative edition of the Collected Works of Jeremy Bentham créé à l'Université College London.
Ces 10 dernières années[Quand ?], où l'on s'accorde de situer « le passage à l'ère numérique », sont majeures dans l'intégration et l'adoption de l'informatique au travail de l'historien. Il est devenu dorénavant indispensable d'employer ces outils pour tous chercheurs: d'une part, par leurs prix devenus relativement démocratiques et, d'autre part, par leurs programmes, applications et logiciels open-source ils facilitent grandement le travail.

## Applications
L’utilisation du numérique dans l’histoire se trouve avoir de nombreux avantages lorsqu’il reste combiné aux méthodes traditionnelles historiques. Ces anciennes et nouvelles méthodes de recherche peuvent permettent d’aboutir à de nouvelles conclusions. En effet, grâce aux diverses applications et outils numériques, l’historien est capable :
D’extraire et d’analyser de plus grandes quantités de données, ce qui n’était pas gérable auparavant. 
De créer ensuite des modèles et des cartes des données extraites afin de permettre une meilleure visualisation de celles-ci. 
Afin d’augmenter les connaissances historiques actuelles, ces données extraites et analysées sont ensuite placées à côté de l’historiographie existante. Ces nouvelles méthodes de recherche sont bénéfiques puisqu’elles permettent à l’historien de travailler sur des grandes quantités de données et ainsi d’en tirer de nouvelles conclusions,. 
Avec l’apparition du Web 2.0, la numérisation massive, la réécriture numérique et la mise en réseau de la plupart des corpus de sources utiles à la recherche tendent aujourd’hui à devenir eux-mêmes des sources primaires pour l’historien. 
Toujours dans cette idée de démocratisation du savoir, on développe de nouvelles méthodes et cela à travers les applications interactives et sites web d’histoire ouverts à un large public tel que, pour le plus connu, Wikipédia. Malgré les nombreux projets, notamment celui de l’historien Dan Cohen (directeur du Center or History and New Media de la George Mason University), pour « maximiser les avantages du web et minimiser ses défauts », un problème réside encore dans sa scientificité. En effet, le Web 2.0 reste encore souvent délaissé par la plupart des historiens académiques. 

## Projets notables

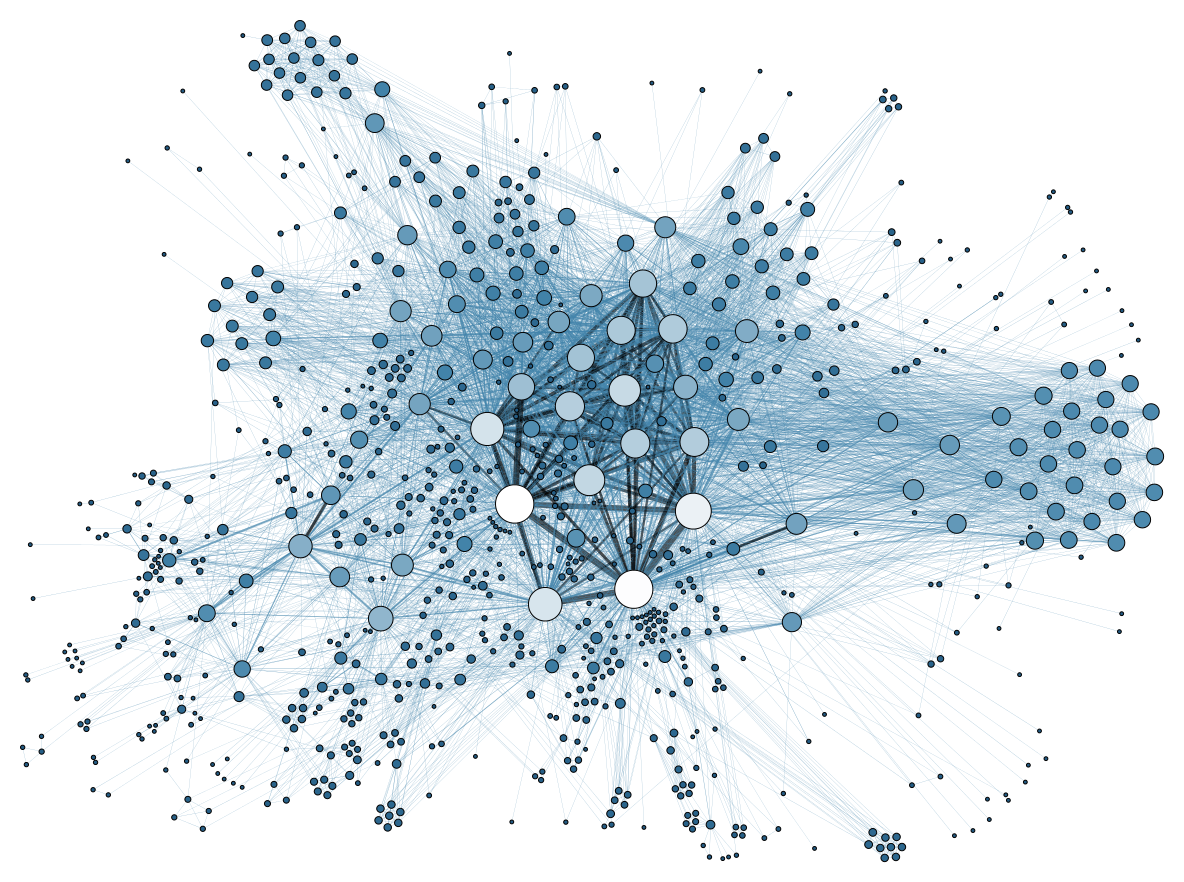
Exemple de recherche historique utilisant des moyens numériques : analyse de réseau des archives de la CICI, visualisant les milliers de documents échangés par les experts de la Société des Nations pendant l'entre-deux guerres

La nature collaborative et interdisciplinaire de la plupart des projets d'histoire numériques a pour conséquence que ces approches se développent principalement dans des établissements qui détiennent les ressources nécessaires pour financer la recherche de contenu et l'innovation technique. Deux des premiers centres, le Centre de l'Université George Mason pour l'histoire et les nouveaux médias et le Centre d'histoire numérique de l'Université de Virginie ont fait figure de chefs de file dans le développement de projets d'histoire numérique et dans la formation des « historiens numériques ».
Ces centres lancent plusieurs projets remarquables tels que « The geography of Slavery », « The Texas Slavery Project » et « , Equality, Fraternity: Exploring the French Revolution ». Chaque programme reprend différents types de sources et d’archives qui ont été numérisées afin d’offrir une vision d’ensemble sur le thème traité.
Bien que de nombreux projets du VCDH, du CHNM et d'autres centres universitaires aient été axés sur les études et l'enseignement postsecondaire, l'Université de Victoria (Colombie-Britannique), en collaboration avec l'Université de Sherbrooke et l'Institut d'études pédagogiques de l'Université de Toronto, a créé une série de projets pour tous les âges : «Les grands mystères de l'histoire canadienne». Conçu avec des aides pédagogiques, ce site demande aux enseignants de présenter aux étudiants des méthodes de recherche historique pour les aider à développer des compétences analytiques et pour qu’ils prennent conscience de la complexité de leur histoire nationale. Les questions de race, de religion et de sexe sont abordées dans des modules soigneusement construits qui couvrent des événements mystérieux de l'histoire du Canada qui sont produits depuis l'exploration des Viking jusqu'aux années 1920.
De nombreux chercheurs individuels travaillent également avec des techniques d'histoire numérique et ont fait et/ou continuent à apporter des contributions importantes dans le domaine. Par exemple, l'article de Robert Darnton paru en 2000, «An Early Information Society: News and the Media in Eighteenth-Century Paris» a été complété à l’aide de ressources électroniques et constitue un des premiers modèles de discussion sur l'histoire numérique et son avenir en sciences humaines.
Patrick Manning et Andrew W. Mellon, tous deux professeurs d'histoire mondiale à l'Université de Pittsburgh, ont développé le projet de CD-ROM Migration in Modern World History, 1500–2000. Dans le African Slave Demography Project, Manning a créé une simulation démographique du commerce des esclaves pour montrer précisément comment la population a décliné en Afrique occidentale et centrale entre 1730 et 1850 ainsi qu'en Afrique de l'Est entre 1820 et 1890 à la suite de l'esclavage. 
Un autre projet notable qui utilise des outils numériques pour la pratique historique est l'index Quilt.Alors que les chercheurs s'intéressaient de plus en plus à l'histoire des femmes, les courtepointes deviennent intéressantes comme source d’étude. The Quilt Index est une base de données collaborative en ligne où les propriétaires de courtepointes peuvent télécharger des images et des données à propos des courtepointes. Ce projet a été créé en raison de la difficulté de collecter des courtepointes. Premièrement, ils étaient en possession de diverses institutions, archives et même de civils. Et deuxièmement, ils peuvent être trop fragiles ou encombrants pour le transport physique.
Click! The Ongoing Feminist Revolution est un autre projet concernant l'histoire des femmes. Celui-ci met en évidence l'action collective et les réalisations individuelles des femmes des années 1940 à nos jours. 
Au Royaume-Uni, un projet pilote a été lancé en 2002 pour créer une bibliothèque numérique de l'histoire britannique. Ceci s'est développé dans une collection étendue de plus de 1 200 volumes, rassemblant des sources primaires et secondaires des bibliothèques, des archives, des musées et des universitaires. Un autre projet important est le Old Bailey Online, une collection numérique de toutes les procédures entre 1674 et 1913. En plus des documents numérisés, le site Web Old Bailey Online fournit de l'information contextuelle historique et juridique, des guides de recherche et des ressources pédagogiques pour les étudiants.
L’Europe, depuis le début des années 2000, connaît elle aussi divers nouveaux projets de numérisation massive, financés par la Commission, tels que EUR-Lex ou encore le réseau « Michael ». Le projet EUR-Lex permet l’accès à l’entièreté du droit officiel de l’UE. Le réseau « Michael », quant à lui, a été créé pour permettre un accès aisé aux collections numériques européennes. Ces collections proviennent de musées, de bibliothèques ou encore de centres d’archives originaires de tous les pays européens. 
En 2003, l’État français lance un projet national de numérisation, « Patrimoine numérique »,  dans le but de valoriser le patrimoine culturel français. Soutenu depuis 2004 par la commission européenne dans le cadre du projet « Michael », le catalogue en ligne  « Patrimoine numérique » a pour but de faciliter l’accès aux collections numérisées provenant de différentes bibliothèques, musées ou encore institutions locales comme régionales. Il s’agit pour la plupart de simples numérisations de photographies, de cartes postales ou d’archives concernant les régions ou les villes de France.
Lancé en 1997, le catalogue en ligne de la bibliothèque numérique nationale de France, Gallica, est l’un des plus anciens projets de numérisation français et contient aujourd’hui plus de 4 millions de documents tels que des livres numérisés, des cartulaires, des revues, des images, des enregistrements sonores, des cartes et une collection d'enluminures.
En 2017, en Belgique, le CEGES lance le projet Belgium WWII : Une plateforme numérique consacrée à l'histoire de la Belgique pendant la seconde guerre mondiale.

## Technologies
Les outils fournis par la technologie numérique permettent d'ouvrir de nouvelles voies auparavant inaccessibles aux historiens concernant l'étude de texte et l'analyse de grande quantité de données. De plus, l'histoire numérique met à disposition des outils permettant d'améliorer la présentation et l'accès aux connaissances historiques en ligne.
Les historiens du numérique peuvent utiliser des outils de développement web comme l'éditeur WYSIWYG HTML Adobe Dreamweaver. Il existe d'autres outils plus interactifs,  pour la création de base de données par exemple. Ainsi, Structured Query Language (SQL) et Extensible Markup Language (XML) permettent d'ordonner les données et d'effectuer des recherches précises par mots clés, par date etc.
En outre, des langages de codages comme Python peuvent être utilisés afin de trier et de filtrer les données numériquement. Google Fusion Tables quant à lui permet de cartographier géographiquement des données. Les historiens peuvent aussi utiliser des logiciels de gestion de contenu (content management system ou CMS en anglais) comme Drupal, WordPress ou Omeka pour stocker de grandes quantités de données audio, des images et du texte qui pourront être visible en ligne. 
Le projet SIMILE (Semantic Interoperability of Metadata and Information in unLike Environments) de l'Institut de technologie du Massachusetts a développé des outils Open Source qui permettent d'accéder et de gérer des données numériques. Parmi ces moyens, on trouve Timeline : cet outil permet aux historiens de créer des lignes du temps dynamiques et personnalisées afin de mieux visualiser un événement historique.
En outre, l'outil « Exhibit » du projet SIMILE met à disposition une structure personnalisable pour le tri et la présentation de données (référence). Exhibit, écrit en Javascript, permet de créer des pages Web interactives et contenant de nombreuses données sans pour autant requérir des connaissances poussées en programmation ou en création de bases de données.
Les logiciels d'analyse textuelle permettent aux historiens d'analyser des sources anciennes et de repérer des modèles récurrents dans un grand nombre de documents ou bien de simplement analyser la fréquence d'utilisation d'un terme dans les textes. Cette pratique est appelée le text mining.
Il existe plusieurs de ces logiciels disponibles en ligne. Mallet est un programme sophistiqué permettant à l'historien de traiter de grandes quantités de données. En revanche, TokenX est plus simple et permet d'analyser la fréquence de certains termes dans les textes en créant des listes de fréquence d'utilisation de ces termes. Wordle est encore plus simpliste, il se contente d'offrir une visualisation de la fréquence de l'utilisation des mots. Certains sites internet offrent des moyens d'analyse textuelle sur leur contenu directement.

## Principaux centres d'histoire numérique
- Digital History Research Centre (DHRC) à la University of Hertfordshire, en Angleterre.
- Roy Rosenzweig Center for History and New Media à la George Mason University, aux États-Unis.
- Maryland Institute for Technology in the Humanities à la University of Maryland, aux États-Unis.
- MATRIX: Center for Humane Arts, Letters, and Social Sciences Online à la Michigan State University, aux États-Unis.
- Center for Digital Research in the Humanities à la University of Nebraska-Lincoln, aux États-Unis.
- Virginia Center for Digital History à la University of Virginia, aux États-Unis.
- Institute for Advanced Technology in the Humanities à la University of Virginia, aux États-Unis.
- Digital Scholarship Lab à l’University of Richmond, aux États-Unis.
- Institute for Computing in the Humanities, Arts, and Social Science à la University of Illinois, aux États-Unis.
- Centre for Oral History and Digital Storytelling à l’Université Concordia, au Québec.
- Center for Public History and Digital Humanities à la Cleveland State University, aux États-Unis.
- Department of Digital Humanities au King's College London, en Angleterre.
- HUMlab à la Umeå University, Suède.
- FrameLAB, Department of Cultural Heritage à l’Université de Bologne, en Italie.
- CLAMOR, Centre pour les humanités numériques et l'histoire de la justice de l’Institut des Sciences Humaines et Sociales du CNRS[36]
- Center for Digital Humanities de l'University of California, Los Angeles, aux États-Unis.
- Ghent Centre for Digital Humanities à l'Université de Ghent (Gand), en Belgique.
- Digital History Research Centre (DHRC) à la Windsor University, au Canada.
- Digital History Centre à la University of Essex, en Angleterre.
- Luxembourg Centre for Contemporary and Digital History (lien), à l'Université du Luxembourg.
- The Institute of Historical Research (IHR), à l'University of London, en Angleterre.
- LARHRA (Laboratoire de Recherche Historique en Rhônes-Alpes), axe de recherche en histoire numérique.

## Principaux projets numériques
- Clio Visualizing History
- Programming Historian, The Programming Historian
- The Old Bailey Online
- Robert K. Nelson, Scott Nesbit, Andrew Torget, The History Engine
- Douglas Seefeldt, Envisaging the West: Thomas Jefferson and the Roots of Lewis and Clark
- Digital Scholarship Lab (DSL) , Voting America: United States Politics, 1840–2008 [10]
- William G. Thomas III and Edward L. Ayers, Valley of the Shadow
- Great Unsolved Mysteries in Canadian History
- The Papers of Abraham Lincoln
- London Lives 1690-1800
- Clergy of the Church of England Database
- Lincoln/Net: Abraham Lincoln Historical Digitization Project at Northern Illinois University Libraries
- Thomas M. Costa, The Geography of Slavery
- Bethlehem Digital History Project
- Virtual Jamestown
- Seattle Civil Rights and Labor History Project
- Historypin
- National History Education Clearinghouse à la George Mason University and Stanford University
- 1st Workshop on Histoinformatics
- Ola Nordmann Goes West: A Norwegian Journey to the Promised Land
- Digital NZ Archiving Blog
- Running Reality – See any day in history from 3000 BC to today, including changing national borders, battles, etc.
- Clio-Online - Le portail allemand pour les historiens
- OpenEdition[37]
- CEGESOMA- Belgium WWII
- DARIAH-EU
- Gallica-Bibliothèque Nationale de France[38]
- Michael - Inventaire multilingue du Patrimoine Numérique[39]
- Jstor[40]
- EUR-Lex, L'accès au droit de l'Union européenne[41]
- Bentham Project de l'UCL - London's Global University